# Collège d'Aubusson
Le Collège d'Aubusson est une institution pédagogique de l'ancienne université de Paris. Il a été fondé par Raoul d'Aubusson et a existé du XIIIe siècle au XVe siècle.

## Emplacement
Le Collège d'Aubusson devait être situé à l'extrémité occidentale de la rue Saint-André-des-Arts, vers la rue de Buci, à proximité de l’Abbaye de Saint-Germain-des-Prés.

## Histoire
En juillet 1254, Raoul d’Aubusson avait acheté à Thomas de Mauléon, abbé de Saint-Germain-des-Prés, une place dépendante de cette abbaye. Lors de sa mort en 1258 il léguât cette place à l’université. Elle était située entre l’enceinte de Philippe Auguste et l’abbaye de Saint-Germain-des-Prés. Un chemin à l'ouest de cette place correspond à la portion située entre la rue de Buci et l'actuel boulevard Saint-Germain de l’actuelle rue Grégoire-de-Tours.
« En l’année 1254, messire Raoul d’Aubusson, chanoine d’Evreux, ayant acheté de ces messieurs de l’abbaye une pièce de terre de 160 pieds en quarré, moyennant 4 sols de redevance annuelle, cette place luy parut tout à fait propre à faire un chemin commode aux ecoliers pour aller à leur pré, et, jugeant que c’estoit le veritable moyen de leur oster le pretexte de se quereller avec les domestiques de l’abbaye, il en disposa quatre ans après en faveur de l’Université. »
Le 23 janvier 1268, le pape Clément IV avait autorisé maître Raoul d'Aubusson (Radulfus de Albussone) doyen de Chartres, à racheter des dîmes des mains des laïques, dans les diocèses de Rouen, Paris, Évreux et Chartres, jusqu'à concurrence de soixante livres parisis de rente, pour en doter à perpétuité une maison qu'il voulait fonder à Paris pour servir d'habitation à dix pauvres étudiants de l'Université. En 1268, la maison que Raoul d'Aubusson avait acquise comptait dix étudiants.
En 1348 l’Université de Paris cède le chemin au Collège d’Aubusson. Le Collège d’Aubusson fut mentionné pour la dernière fois en 1424 ou 1535.

## Personnalités
- Raoul d'Aubusson (mort en 1258)